# Zamieszki na placu Haymarket
Zamieszki na placu Haymarket (ang. Haymarket Square riot), także afera Haymarket (ang. Haymarket affair) i Masakra na placu Haymarket (ang. Haymarket massacre) – zamieszki 4 maja 1886 na placu Haymarket w Chicago, które wybuchły w czasie demonstracji robotniczej.

## Przebieg
Zamieszki zrodziły się ze strajku robotników, którzy domagali się zniesienia 12-godzinnego dnia pracy, wprowadzenia 8-godzinnego czasu pracy oraz podwyżki wynagrodzeń. 1 maja 1886 rozpoczęły się starcia z policją, a 3 maja w ich wyniku zginęło sześciu robotników. Robotnicy w odruchu protestu zaczęli się gromadzić na Haymarket Square. Następnego dnia w trakcie trwającego wiecu w tłum protestujących i policjantów została wrzucona bomba – zginęło od niej 11 osób, wielu było rannych. W odpowiedzi policja otworzyła ogień do zgromadzonych.

## Po wydarzeniu
Mimo braku dowodów, o spowodowanie zamachu zostali oskarżeni przywódcy robotników. Po pokazowym procesie sześciu z oskarżonych (George Engel, Samuel Fielden, Louis Lingg, Albert Parsons, Michael Schwab oraz August Spies) zostało skazanych na karę śmierci. Razem z nimi powieszono Adolpha Fischera. Louis Lingg popełnił samobójstwo w celi. Oscar Neebe został skazany na 15 lat więzienia. Kary śmierci dla Schwaba i Fieldena zostały zamienione przez gubernatora Oglesby’ego na kary dożywotniego więzienia. Trzech: Samuel Fielden, Oscar Neebe i Michael Schwab zostało ułaskawionych przez kolejnego gubernatora, Johna Petera Altgelda (także Niemca z pochodzenia). W prasie lewicowej i literaturze socjalistycznej skazanie robotników traktowano jako mord sądowy.
Na miejscu zamieszek ustawiono początkowo statuę ku czci zabitego policjanta, co robotnicy odebrali jako prowokację. Po licznych incydentach zabrano ją stamtąd w latach 70. XX wieku. W 2004 postawiono nowy pomnik, symbolizujący wolność słowa, autorstwa rzeźbiarki Mary Brogger.
Wydarzeniom z Haymarket amerykański pisarz Howard Fast poświęcił swoją powieść Amerykanin z 1946 r.
Dla upamiętnienia tych wydarzeń II Międzynarodówka ustanowiła 1 maja Świętem Pracy.